# Nicolás Suárez Ponce de León
Nicolás Suárez Ponce de León (Almaguer 1590-San Agustín 1651) fue el contador de la Real Hacienda de la  Florida española desde 1630 hasta su muerte en 1651 y de 1631 a 1633 se desempeñó como cogobernador interino de la colonia, con Eugenio de Espinosa, cuando murió el gobernador Andrés Rodríguez de Villegas, y también durante unos meses en 1651.

## Biografía
Nicolás Suárez y Ponce de León nació entre 1590 y 1595 en Almaguer, en Cauca, en lo que hoy es Colombia, entonces parte del Nuevo Reino de Granada. Era hijo de Alejo Suárez de Pereda y Juana Ponce de León. Su padre fue capitán y Justicia Mayor del Virreinato del Perú, mientras que su abuelo paterno fue el Capitán Alonso Suárez de Pereda, y su abuelo materno, Fernando Ponce de León, fue uno de los primeros conquistadores españoles del Perú. Nicolás Ponce de León era al parecer pariente, pero no descendiente directo de Juan Ponce de León, el explorador y gobernador de Puerto Rico y Florida.
En 1622 Ponce de León comenzó su servicio militar con el ejército español en varias acciones contra insurrectos indígenas en la provincia de Santa Marta, cuando era administrativamente parte del Reino Nuevo de Granada. Se casó en Sevilla y a principios de la década de 1630 se trasladó con su familia a San Agustín, la capital de la provincia de la Florida, para ejercer de contador de la Real Hacienda de la provincia.
Un informe sobre sus méritos y servicios firmado en 1630 decía así:

Ha servido desde el año  de [1]622 en las ocasiones que han ofrecido en las provincias de Santa Marta, Valle de Upas y Río de la Acha en pacificaciones de indios y en el descubrimiento de los ostiales de Perlas. Y a la defensa de aquellas costas con una compañía de Infantería que estaba a su cargo, y defendió que no tomara el enemigo la ciudad del Río Oclaacha, y fue otras dos veces Capitán de Infantería. Ha tenido algunas comisiones. Su padre sirvió el oficio de Teniente Capitán y Justicia mayor en la ciudad de Almaguez de aquella provincia. Y habiéndose alzado allí los indios, los pacificó a su costa, en que gastó mucho de su hacienda. Su abuelo paterno fue de los primeros descubridores y conquistadores de las provincias del Perú (...)

El 21 de septiembre de 1631 Ponce de León y el sargento mayor Eugenio de Espinosa fueron nombrados cogobernadores interinos de La Florida para reemplazar al gobernador en ejercicio, Andrés Rodríguez de Villegas, que había fallecido en el cargo. Ponce y Espinosa fueron destituidos de la cogobernación cuando fueron reemplazados por Luis de Horruytiner.
En 1637, Nicolás Ponce de León, en su calidad de contador de la Real Hacienda, encarceló al anterior contador Francisco Menéndez Márquez, acusado de gastar fondos destinados al situado (una partida anual de la Corona) en juegos de azar y otros placeres en la Ciudad de México.
El 14 de mayo de 1651, tras la muerte del gobernador Benito Ruiz de Salazar Vallecilla, Nicolás Ponce de León fue nuevamente designado gobernador interino de Florida, desempeñándose hasta su muerte, el 19 de octubre de 1651. Fue enterrado en el cementerio de San Agustín.
Su hijo Nicolás Ponce de León y D'Ávila fue sargento mayor de San Agustín y ejerció también de gobernador interino de la Florida española en 1663-1664 y 1673-1675. Al mando de unos setenta soldados, en 1668 tuvo que hacer frente al ataque y saqueo de San Agustín por parte de los piratas de Robert Searle.

## Familia
Nicolás Ponce de León se casó con Estefanía Mendoza D'Ávila y Mendoza en la Catedral de Sevilla entre 1625 y 1629, y tuvieron siete hijos: Isabel (1630), Estefanía (1630 o 1631), Nicolás (1633), Juana María (1635), Manuel (1637), María (1639) y Felipe (1641). Su esposa era natural de Madrid.